# Вариация (математика)
Вижте пояснителната страница за други значения на Вариация.
Вариацията е съединение без повторение.
Математическо означение:
{\displaystyle V_{n}^{k}={\frac {n!}{(n-k)!}}=n.(n-1).(n-2)...(n-k+1)}
Вариациите се използват за изчисляване на броя на начините, по които могат от дадено множество от n на брой елемента да се изберат k на брой, като редът на избиране на елементите е от значение. От дадената по-горе дефиниция на вариация без повторение на n елемента от k-ти клас следва, че техният брой е равен на произведението на броя на пермутациите от k-ти клас и броя на комбинациите на n елемента от k-ти клас:
{\displaystyle V_{n}^{k}=k!C_{n}^{k}}
Под вариация от k-ти клас ще разбираме всяка наредена k-орка на дадено множество.
Пример: А = {1,2,5,7,8}
```
{1,2,7}
{1,5,8}
```